# جورج ر. ديفيس (سياسي)
جورج ر. ديفيس (بالإنجليزية: George R. Davis)‏ هو سياسي أمريكي، ولد في 3 يناير 1840 في بالمر في الولايات المتحدة، وتوفي في 25 نوفمبر 1899 في شيكاغو في الولايات المتحدة. حزبياً، نشط في الحزب الجمهوري. وقد انتخب عضو مجلس النواب الأمريكي.